# 浜名町
浜名町（はまなちょう）は、かつて静岡県浜名郡に存在した町。

## 地理
浜名郡の北東部、馬込川の上流、および馬込川の支流の御陣屋川流域に位置し、町域の西側は河岸段丘である

## 歴史
- 1908年（明治41年）1月1日 - 浜名郡小野田村の一部（小松、内野）と平貴村の一部（平口）が新設合併し、小野口村（おのぐちむら）が成立。
- 1940年（昭和15年）4月8日 - 村上空で訓練を行っていた浜松航空隊機が誤って爆弾を投下。村民11人が死傷[1]。
- 1951年（昭和26年）11月3日 - 町制施行・改称し浜名町となる。
- 1956年（昭和31年）4月1日 - 浜名郡赤佐村・北浜村・中瀬村・引佐郡麁玉村と新設合併し、浜名郡浜北町が発足。同日浜名町廃止。

## 交通

### 鉄道
- 遠州鉄道
  - 鉄道線：遠州小松駅

## 参考資料
- 角川地名大辞典22静岡県
- 『市町村名変遷辞典』東京堂出版、1990年。